# A forint árfolyamsávja
A forint árfolyamsávja vagy ingadozási sávja, intervenciós sávja az a sáv volt, amelyben a forint ingadozhatott, mielőtt 2008. február 26-án – a Magyar Nemzeti Bank és a kormány közös döntése alapján – Magyarország áttért a lebegő árfolyamrendszerre (lásd még: A forint árfolyamrendszere).
A forinttal 1992-ben kezdtek sávos árfolyamrendszerben kereskedni, amelynek közepét, a „középparitást”, egy valutakosárhoz képest határozták meg (ez utóbbit 2000. január 1-jétől 100%-ban az euró alkotta). A Magyar Nemzeti Bank úgy tartotta a sávban a forintot, hogy a sáv „erős” szélén forintot adott el, a „gyenge” szélén pedig devizatartalékaiból igény esetén devizát adott volna el (de ez utóbbira nem volt példa).
A sáv szélességét bevezetése után négyszer változtatták, mindig a korábbinál nagyobb teret hagyva az árfolyamingadozásnak.

## Az ingadozási sáv története
A sáv a középparitás körül értendő (tényleges szélessége a megadott érték kétszerese).
- 1992. július 1-jétől  ± 0,3%
- 1994. június 1-jétől ± 0,5%
- 1994. augusztus 5-étől  ± 1,25%
- 1994. december 22-étől  ± 2,25%
- 2001. május 4-étől  ± 15,00% – 2003. június 4-én a sáv közepét 2,26%-kal leértékelték, azaz az egész sávot ennyivel tolták el a gyengébb irányba. A középparitás azóta 282,36 forint/euró, a sáv erős széle 240,01, gyenge széle 324,71 forint/euró.
- 2008. február 26-ától  a Monetáris Tanács és a kormány közös döntése értelmében az árfolyamsáv megszűnt.

## Az árfolyamsáv megszüntetése

### Előzmények
A 30 százalék széles árfolyamsávot 2001-ben azon várakozás mellett hozták létre, hogy Magyarország 2006-ban bevezeti az eurót, azaz 2004-ben már az ugyanilyen szélességű sávot alkalmazó Európai Árfolyam Mechanizmus (ERM-2) része lesz. Az ezt követő években azonban a romló gazdasági mutatók lehetetlenné tették az ERM-belépést és az euró bevezetése az egyre távolabbi jövőbe tolódott. Az átmenetinek tekintett 30%-os sáv így hosszú időre fennmaradt és már 2002-2003 fordulójára valósággá vált az az elméleti ütközés, amelyre a piaci közgazdászok egy része kezdettől figyelmeztetett: a Magyar Nemzeti Banknak akkor is a sáv erős szélén belül kell tartania a forintot, ha inflációs célja védelmében a sáv szélénél is erősebb szintre kellene tornásznia a forintot.
2003 elejére nyilvánvalóvá vált, hogy a kormányzati túlköltekezés nyomán az infláció túlszalad az MNB célján és a cél nem érhető el a sávon belüli forinttal. A forint az Európai Unió bővítése számára utat nyitó ír népszavazás nyomában a sáv szélére erősödött, amiben szerepet játszott az a spekuláció is, hogy eltörlik a forintsávot (amibe azonban a gyenge forint politikáját folytató Medgyessy Péter vezette szocialista kormány nem ment bele). Ez volt az „első forintválság”, amelyet 2003 folyamán még kettő követett, ezúttal már a forint gyengülését maga után vonva, hiszen a befektetők tudatára ébredtek a magyar gazdaság alapjai meggyengülésének. Az árfolyamsáv kérdése évekre háttérbe szorult, bár feledésbe nem merült.

### A megszüntetés
Az árfolyamsáv megszüntetését majd egyéves spekuláció előzte meg, amely a döntés valószínűségét arra alapozta, hogy 2007 márciusában Járai Zsigmondot Simor András váltotta a Magyar Nemzeti Bank élén és a piacok arra számítottak, hogy az új elnök jobban szót ért majd a Gyurcsány Ferenc vezette szocialista kormánnyal, többek közt ebben a kérdésben is. Simor a sáv eltörlése mellett kardoskodott, a kormány azonban a forint lehetséges erősödésének gátat szabandó nem támogatta az árfolyamrendszer megváltoztatását (ami a jegybanktörvény alapján közösen meghozandó döntés). Azok a piaci elemzők, akik a sáv megszüntetését jövendölték, a lépés valószínű időpontjaként többnyire távolabbi, gyakran több évvel későbbi dátumokat jelöltek meg.
Miután a sáv megszüntetése hónapokig téma volt, sőt a pénzügyi piacokon többször emiatt spekulációs vásárlások is indultak, 2007-2008 fordulójára a piaci várakozás „elaludt”, bár említések szintjén azért a közbeszéd része maradt. A megszüntetésre olyan időpontban került sor, amikor a piacokon gyakorlatilag senki sem számított rá. A magyar gazdasági növekedés lelassult és a kormányközeli politikai és közgazdász körökben tartotta magát az a vélekedés, hogy az erős forint árt az exportálóknak, főleg a kis- és közepes vállalkozói szektorban.
Az időpont ugyanakkor kedvező volt abból a szempontból, hogy a forint ebben az időszakban gyenge volt, azaz olyan távolságra kereskedett a sáv erős szélétől (az euró ellen 265 körül), hogy ez megnyugtató lehetett a kormány számára: akkor sem erősödik a sáv szélén túl, ha a sávot magát eltörlik. A piacokon üdvözölték a régóta várt és a legtöbb pénzügyi piaci közgazdász által észszerűnek tartott lépést, az időpont ugyanakkor kedvezőtlennek bizonyult abból a szempontból, hogy zavart okozott az MNB kamatszigorító ciklusának kommunikációja közül. A sáveltörlést szentesítő MNB-üléstől ugyanis előzetesen a piaci szereplők döntő része azt várta, hogy az infláció elleni küzdelem hitelességét emelendő a bank emeli kamatait. Amikor csak a sáveltörlést jelentették be, a kamatemelés azonban elmaradt, ezt sokan úgy értelmezték: az MNB kompromisszumot kötött és a sáv eltörléséért cserébe vállalja, hogy nem emel kamatot, pedig az inflációs nyomás emelkedése ekkor már világos volt.

#### Utóélete: a szabad lebegés
Ezt az értelmezést nem igazolták a későbbi események. A forint először csaknem négy hónappal később, 2008. június 20-án törte át a régi sáv erős szélét, miután a Magyar Nemzeti Bank az erős inflációs nyomás ellen harcolva háromszor egymás után emelte alapkamatát és a piacok újabb kamatemeléseket vártak. A következő emelésre azonban csak októberben került sor, amikor a világgazdasági válság hullámai csaknem összecsaptak a sérülékeny magyar gazdaság felett és a forint zuhant. Miután a kamatemelés és a Nemzetközi Valutaalap/Európai Unió által Magyarországnak juttatott 25,1 milliárd dolláros hitelkerete stabilizálta a magyar piacokat, az infláció csökkenése kamatvágási sorozatra adott alkalmat az MNB-nek. Ez akkor sem szakadt meg, amikor 2009 januárjában a forint újra gyengülésnek indult, első ízben adva komoly nyomatékot annak a jegybanki állításnak, hogy az árfolyamsáv felszámolása valóban megszüntette az árfolyamcélokat és a forint árfolyamát a piac alakíthatja.

## Sávban lebegő árfolyamrendszer erős és gyenge oldali támadása
Egy sávban lebegő árfolyamrendszer esetén a jegybank biztosítja, hogy a valuta árfolyamát nem engedi kifutni a sávból. Jellemzően kellően széles intervallumokról van szó ahhoz, hogy ne merüljön fel napi gyakorisággal, hogy az árfolyam túl közel van a szélhez. A rendszer természetesen lehetőséged ad arra, hogy spekulációs törekvések kerüljenek előtérbe, hiszen a jegybank vállalást tett arra, hogy az árfolyam a sávból nem lép ki.

### Erős oldali támadás
Erős oldali támadásról akkor beszélhetünk, amikor az árfolyam a sáv alsó részéhez közelít. Ekkor az jegybank külföldi valutát vesz forintért. Ez azért nem problémás, mert hazai valutából lényegében bármennyit tud előállítani (nyomtatni). Ugyanakkor fontos látni, hogy ez hatással van az inflációra és a kamatszintekre is. További enyhítése lehet még a problémának, hogyha csökkentik a jegybanki kamatszintet. Ez a fajta támadás kevésbé "népszerű", hiszen nem olyan egyszerű nehéz helyzetbe hozni a jegybankot.

### Gyenge oldali támadás
Gyenge oldali támadásról akkor beszélhetünk, amikor az árfolyam a sáv felső részéhez közelít. Ekkor a jegybanknak a devizatartalékait kell felhasználni arra, hogy vásároljanak a saját valutájukból ezzel erősítve azt. Ez felveti azt a problémát, hogy egy jegybank nem rendelkezik végtelen devizatartalékokkal, így csak addig tud költekezni belőle, ameddig az tart. Jellemzően ezt használják ki a spekulánsok, hiszen ha képesek olyan mennyiségű eladási pozíciót nyitni a valutára, amit már nem tud követni a jegybank, akkor az árfolyam kiléphet a sávjából, szétzúzva az árfolyamrendszert.